# The Git Up
The Git Up è un singolo del cantante statunitense Blanco Brown, pubblicato il 3 maggio 2019 come primo estratto dal primo album in studio Honeysuckle & Lightning Bugs.

## Video musicale
Il video musicale, girato a Watertown in Tennessee, è stato reso disponibile il 13 settembre 2019.

## Tracce
Testi e musiche di Bennie Amey III.
Download digitale
1. The Git Up – 3:20

Download digitale – Remix
1. The Git Up (feat. Ciara) (Remix) – 3:13

## Formazione
- Blanco Brown – voce, lap steel guitar, cucchiai, produzione
- Sam DiCesare – chitarra aggiuntiva

## Successo commerciale
Nella Hot Country Songs statunitense The Git Up ha raggiunto la vetta nella pubblicazione del 13 luglio 2019 grazie a 21,6 milioni di stream e 34 000 copie digitali, nonché un'audience radiofonica pari a 3 milioni di ascoltatori.

## Classifiche

### Classifiche settimanali
| Classifica (2019) | Posizione massima |
| ----------------- | ----------------- |
| Australia         | 5                 |
| Canada            | 6                 |
| Germania          | 42                |
| Irlanda           | 76                |
| Lettonia          | 77                |
| Lituania          | 76                |
| Lussemburgo       | 9                 |
| Nuova Zelanda     | 8                 |
| Polonia           | 18                |
| Regno Unito       | 96                |
| Stati Uniti       | 14                |
| Svizzera          | 78                |

### Classifiche di fine anno
| Classifica (2019) | Posizione |
| ----------------- | --------- |
| Australia         | 24        |
| Canada            | 30        |
| Nuova Zelanda     | 47        |
| Stati Uniti       | 56        |